# 科茲盧

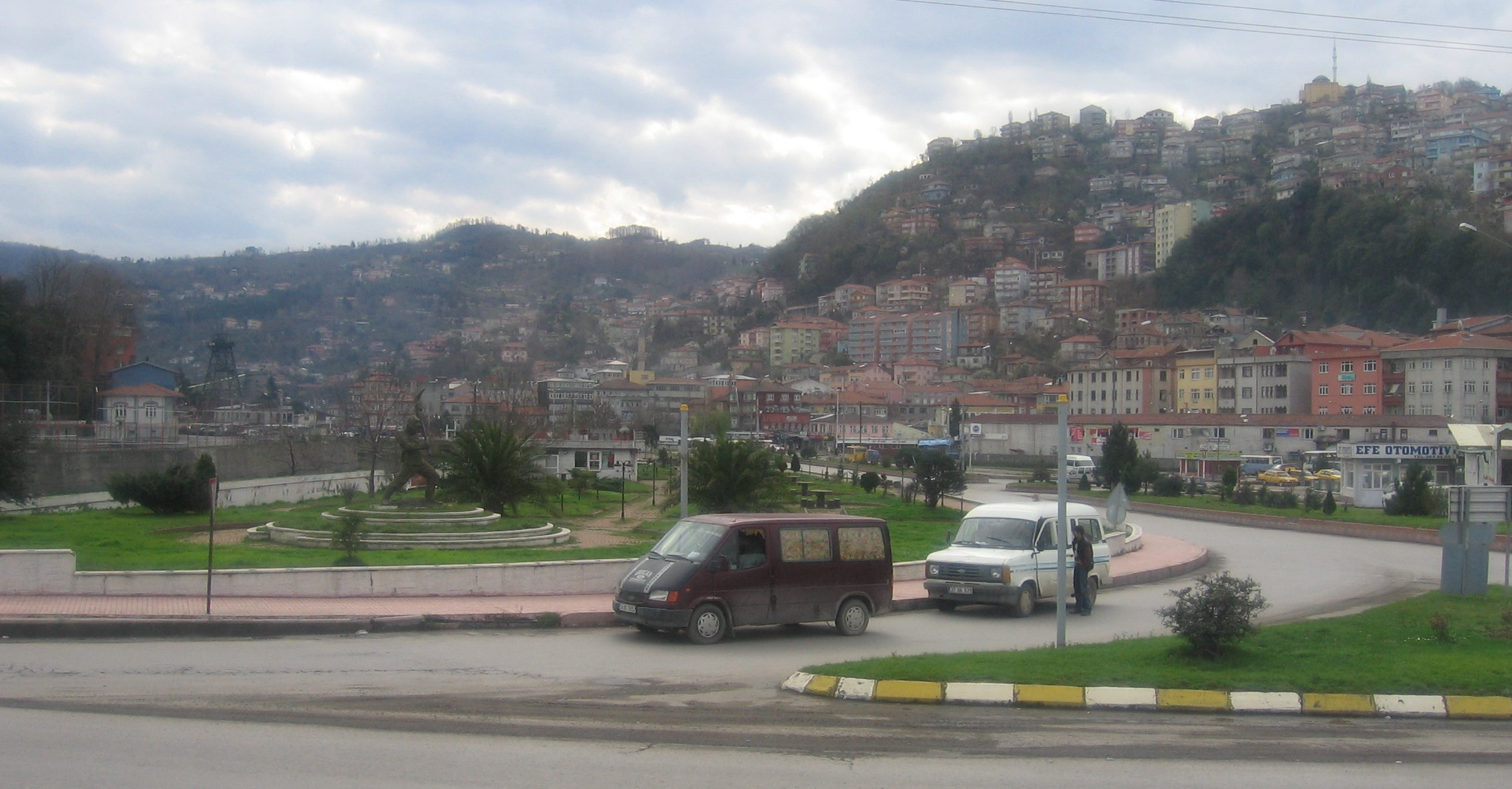
A view of Kozlu

科茲盧是土耳其的城鎮，位於該國北部黑海沿岸，處於首府宗古爾達克以西，由宗古爾達克省負責管轄，海拔高度25米，該鎮以前是礦鎮，2010年人口34,739。
41°26′N 31°45′E / 41.433°N 31.750°E